# Pseudocumatidae
Pseudocumatidae — родина вищих ракоподібних ряду Кумові (Cumacea). Родина містить близько 30 видів у 13 родах, що поширені у всіх морях, у тому числі і у Чорному морі в гирлі річок Дніпро, Південний Буг та Дністер. Унікальний комплекс із ендемічних видів знаходиться у Каспійському морі.

## Опис
Голова та груди вкриті спільним панциром. Антени у самиць дрібні. На 6 сегменті знаходяться видовжені кінцівки, що звуться уроподами. Черевце тонке та гнучке, закінчується хвостовою вилкою. Тельсон розвинутий, але маленький, має вигляд заокругленої пластинки, колючки відсутні.

## Класифікація
Родина містить 13 родів:
- Carinocuma
- Caspiocuma
- Chasarocuma
- Fontainella
- Hyrcanocuma
- Kerguelenica
- Monopseudocuma
- Petalosarsia
- Pseudocuma
- Pterocuma
- Schizorhamphus
- Strauchia
- Volgacuma